# Руффо, Титта
Ти́тта Ру́ффо (итал. Titta Ruffo; наст. имя — Руффо Кафьеро Титта; 9 июня 1877, Пиза ― 5 июля 1953, Флоренция) ― итальянский оперный певец. Один из наиболее выдающихся оперных баритонов XX века, обладал сильным голосом широкого диапазона, с тщательно отработанной техникой дыхания и чистотой интонации. Отличительной чертой его также был особый «тёмный» тембр, идеально подходивший для драматических ролей в операх Верди. 

## Биография
Родился в семье мастера по ковке железа. Настоящее имя певца не Титта, а Руффо-Кафьеро (Ruffo Cafiero). Необычны обстоятельства, при которых он получил свое имя. У его отца был превосходный охотничий пес по кличке Руффо — по-итальянски «рыжик». Как-то на охоте случайный выстрел смертельно ранил собаку, и, когда через некоторое время в семье родился мальчик, отец, несмотря на протесты матери, назвал сына в память любимого пса. 
В возрасте восьми лет Руффо начал работать в кузнечной мастерской. Через год отец взял его работать в свою мастерскую, где Руффо проработал шесть лет. В 13 лет самостоятельно научился читать. В 16 лет впервые услышал оперу («Сельская честь» П. Масканьи) и, подражая понравившемуся певцу, обнаружил у себя голос. 
В конце октября 1897 года Руффо закрыл свою мастерскую и уехал в Милан учиться пению, до этого семь месяцев проучившись в консерватории Санта-Чечилия у маэстро Персикини и три месяца частным образом у Спарапани. Начало пребывания Титто Руффо в Милане было тяжелым: в частности, первое время он ночевал на кладбище. В Милане с Руффо почти три месяца занимался Лелио Казини. Весной 1898 года Руффо дебютировал в римском театре Костанци в партии второго плана — Герольда в опере Вагнера «Лоэнгрин». 
С начала 1900-х годов имя Руффо становится широко известным музыкальной общественности после его блестящих выступлений в Сантьяго (1900) и Буэнос-Айресе (1902). В 1903 он впервые спел в лондонском театре «Ковент-Гарден», а в следующем сезоне ― в миланском «Ла Скала» в роли Риголетто. В ноябре 1912 года, будучи солистом Чикагской оперы, впервые выступил на сцене театра «Метрополитен-опера» в опере Тома «Гамлет» . Дебютировал в «Метрополитен-опере» 19 января 1922 года в опере «Севильский цирюльник». За семь лет выступил в этом театре 55 раз.
В 1931 году Руффо выступал в Марселе. Перед началом представления на сцену прорвались фашиствующие хулиганы и избили певца. Его имя было вычеркнуто из «Книги оперных артистов Италии». Теперь он потерял право выступать даже в театрах Латинской Америки, где его особенно любили. В марте 1933 года в Ницце Руффо принял участие в постановке сокращенного варианта оперы Тома «Гамлет», а через год дал два последних концерта: в Ницце и Каннах. После завершения певческой карьеры Руффо жил в Швейцарии и Франции, а в 1937 вернулся в Италию, где и провёл оставшиеся годы жизни. В том же 1937 году опубликовал автобиографию «Парабола моей жизни» (переведена в 1966 г. на русский язык).

## Память и признание
Сохранились аудиозаписи Руффо. В его репертуаре присутствовали все классические баритоновые партии: Фигаро («Севильский цирюльник»), Риголетто (считается одним из лучших исполнителей), ди Луна, Яго, Жермон, Амонасро, Тонио, Дон Карлос («Сила судьбы»), и др.
В Пизанском оперном театре имени Верди хранится коллекция костюмов, в которых выступал Руффо, редкие фотографии, афиши и другие вещи, связанные с именем певца.

## Из воспоминаний современников
- Сол Юрок (антрепренёр): «Впервые я услышал Руффо в Чикагской опере в 1921 году. Меня трудно чем-либо удивить. Но тут я был очарован не только голосом — мощным и одновременно мягким, красивым и беспредельным, но и Руффо — артистом».
- Фавиа-Артсай (музыковед): «Услышала я голос Руффо только в начале 20-х годов. Его голос можно было сравнить с огромной массивной золотой чашей, наполненной до краев искрящимся вином. Однажды ко мне в гости пришел знаменитый итальянский баритон де Лука, занимавшийся одновременно с Руффо в классе Персикини. Я спросила, каково его мнение о голосе Руффо. Де Лука посмотрел на меня так, будто не понял, как это я даже могла задать такой вопрос, и, отчеканивая каждое слово, ответил: „Это был не голос. Это было чудо!“»
- Чаплицкий (польский баритон): «Я слушал его концерт[3], и мне показалось, что он пел ниже своих возможностей. После концерта известная в Варшаве семья меломанов устроила в честь Руффо банкет. И тут произошло чудо! Руффо пел много, охотно и блестяще! Верхние ноты были ослепительными, и впечатление от его изумительного пения передать невозможно. Я набрался смелости и спросил маэстро, почему в концерте он не показал того виртуозного блеска, какой продемонстрировал сейчас. Он ответил: „Дорогой друг! Мне хотелось, чтобы вы и другие мои слушатели убедились, что голос мой в абсолютном порядке. Но иногда сдают нервишки“».